# Warwerort

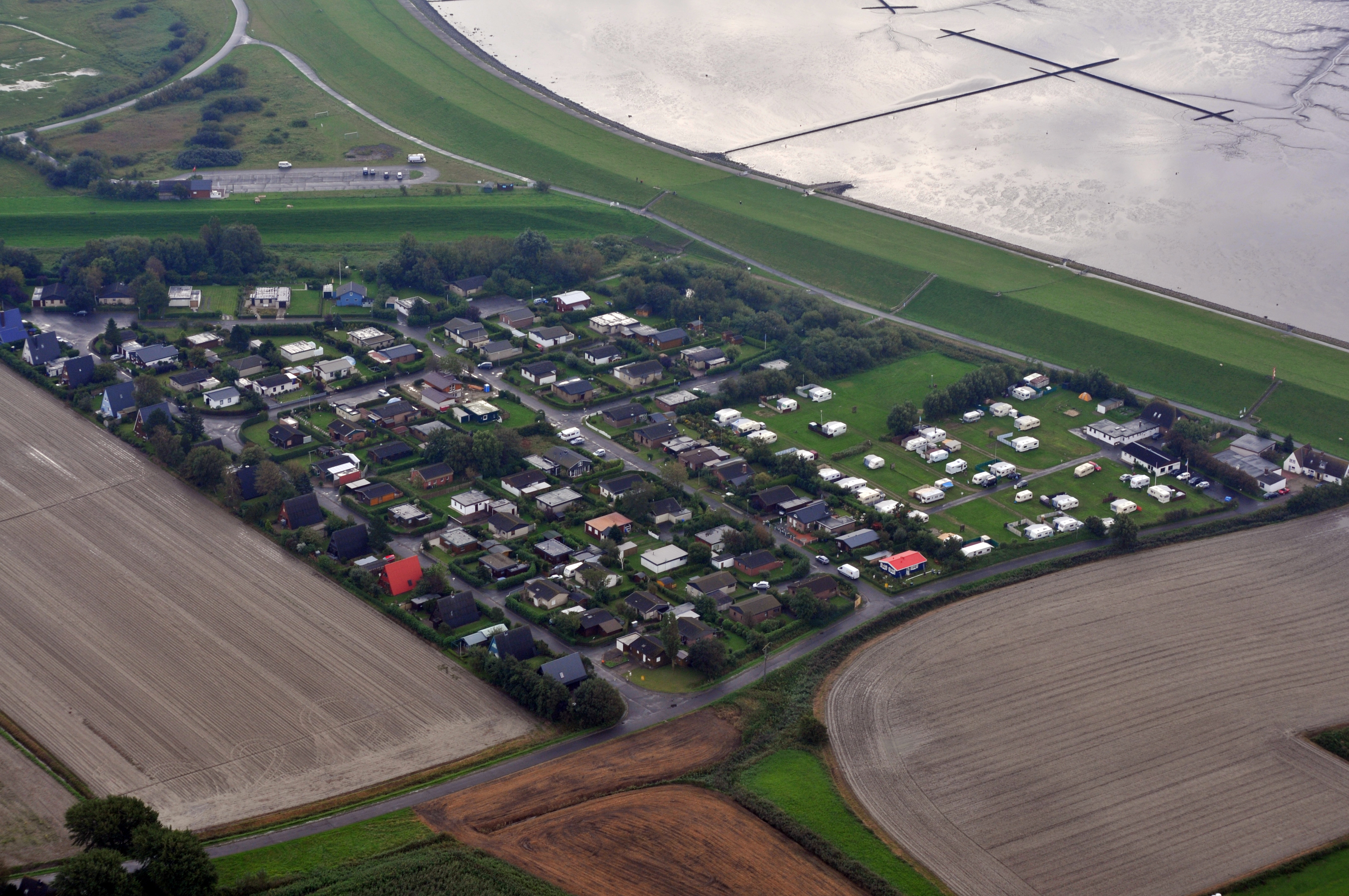
Warwerort

Warwerort ist eine Gemeinde im Westen des Kreises Dithmarschen in Schleswig-Holstein.

## Geografie

### Geografische Lage
Das Gemeindegebiet, welches Grundstücke im Kretjenkoog und Nordteil des Dithmarscher Speicherkooges am Wöhrdener Loch umfasst, erstreckt sich direkt am Wattenmeer der Nordsee an der Nordküste der Meldorfer Bucht im Landschaftsbereich des Naturraums Dithmarscher Marsch. Sie besteht einzig aus der namenstiftenden Streusiedlung.

### Nachbarorte
|                     | Österdeichstrich                            |                    |
| Büsumer Deichhausen | Kompassrose, die auf Nachbargemeinden zeigt | Friedrichsgabekoog |
|                     | Nordermeldorf                               |                    |

## Geschichte
Der Ort findet sich erstmals 1521 als werüerorth in einer Urkunde. Bereits auf der Boeckelschen Landkarte von 1559, dort noch als Werven. Er lag im Norden der damaligen Insel Büsum, der gesamte Südteil der Insel ist mittlerweile aber in der Nordsee versunken, das Büsumer Umland dank Eindeichungen seit 1585 an das Festland angewachsen, so dass Werven im 18. Jahrhundert an der Südküste lag. Nachdem das eigentliche Werven in der Weihnachtsflut 1717 verlorenging, verlegten die Büsumer die Schleuse weiter nach Norden, 1739 entstand hier der neue Warwerorter Hafen.
Der kleine Hafen war wie die anderen der Küstenlinie auch von entscheidender Wichtigkeit für die Region vor dem Anschluss Dithmarschens an das moderne Eisenbahn- und Straßennetz im späten 19. Jahrhundert. Seit der Eindeichung des Speicherkoogs hat er aber seinen Zugang zur Nordsee und damit seine Aufgabe verloren.
Am 1. April 1934 wurde die Kirchspielslandgemeinde Büsum aufgelöst. Alle ihre Dorfschaften, Dorfgemeinden und Bauerschaften wurden zu selbständigen Gemeinden/Landgemeinden, so auch Warwerort.

## Politik

### Gemeindevertretung
Bei der Kommunalwahl am 14. Mai 2023 wurden insgesamt neun Sitze vergeben. Diese fielen erneut alle an die Wählergemeinschaft Warwerort. Die Wahlbeteiligung betrug 63,7 %.

### Wappen
Blasonierung: „In Blau über acht silbernen Wellenfäden rechts drei goldene Ähren, links ein goldenes Bauernhaus.“

## Wirtschaft und Verkehr
Die Wirtschaftsstruktur in der Gemeinde Warwerort ist kleinteilig vom Fremdenverkehr geprägt. In Warwerort sind der Strand und der dazugehörige Parkplatz nebst Toilette kostenfrei benutzbar, bieten dafür aber keine Überwachung durch die DLRG. Daneben befindet sich im Gemeindegebiet ein 18-Loch-Golfplatz.
Das Gemeindegebiet von Warwerort wird im Straßenverkehr von der Kreisstraße 54 des Kreises Dithmarschen erschlossen. Die Landstraße zweigt weiter nördlich im kurzen Streckenabschnitt im Gemeindegebiet von der Bundesstraße 203 zwischen Oesterdeichstrich und Friedrichsgabekoog ab.

## Bilder

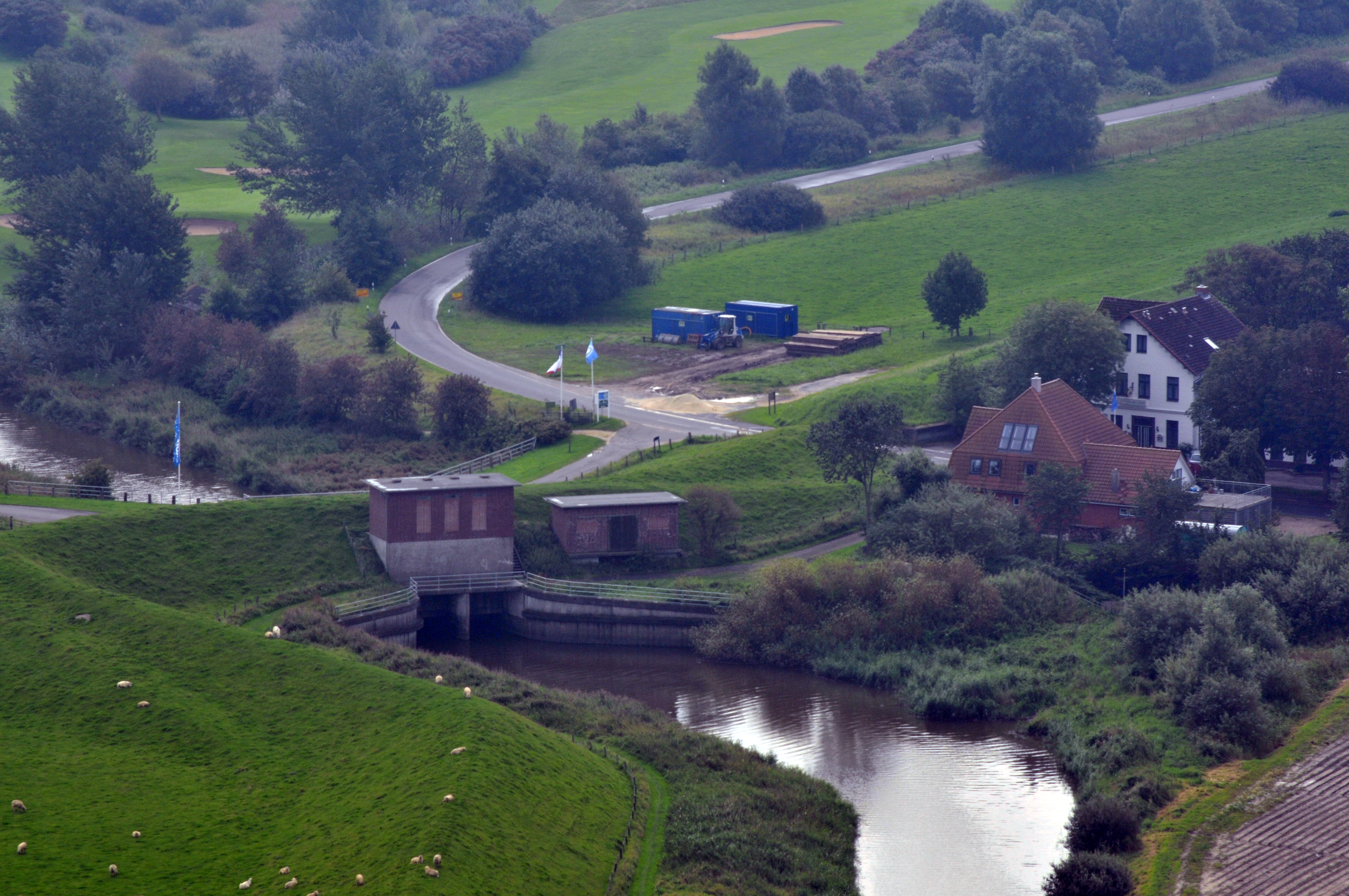
Sperrwerk am Alten Deich im Kretjenkoog
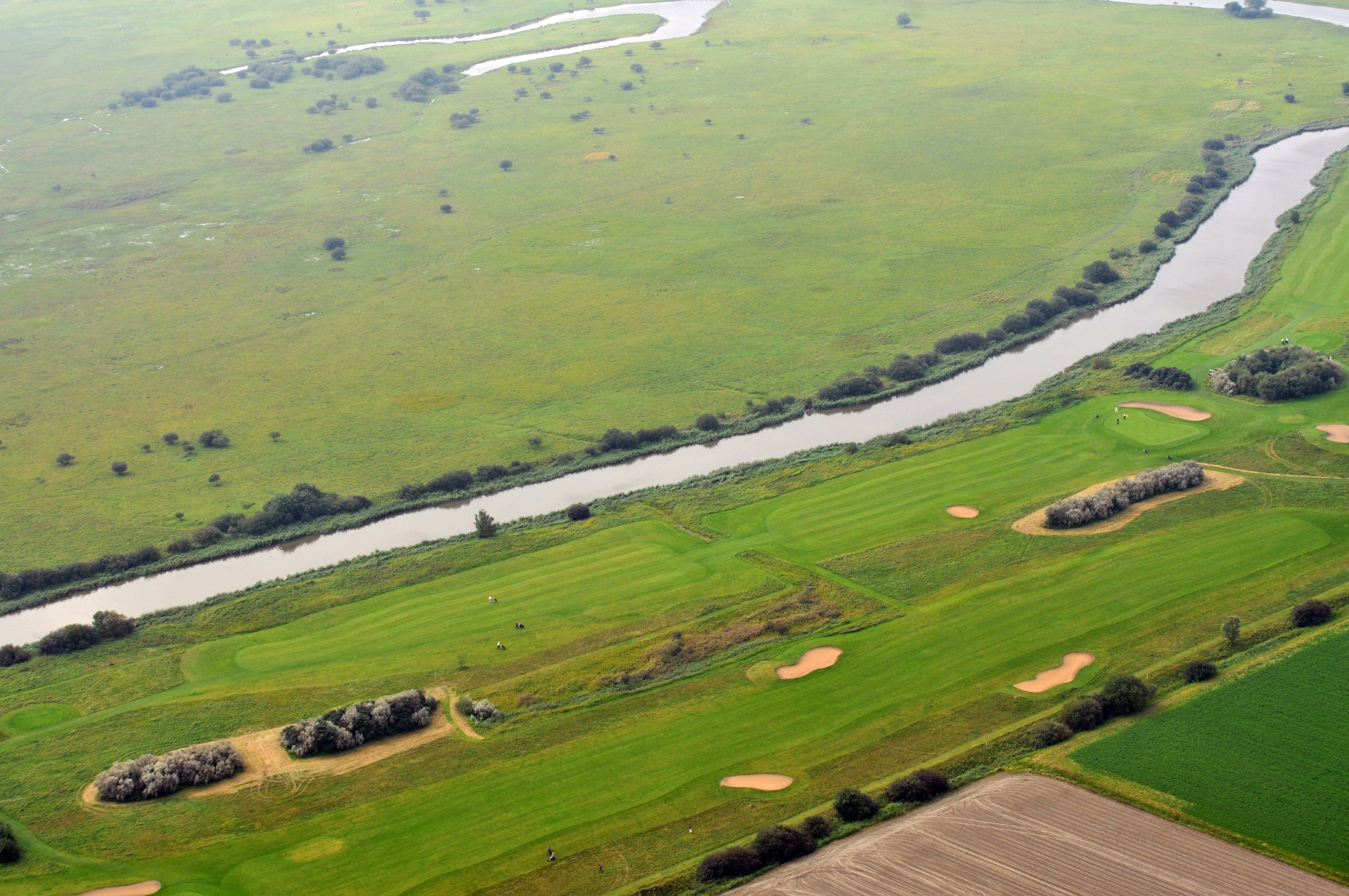
Golfplatz